# آرادکوه

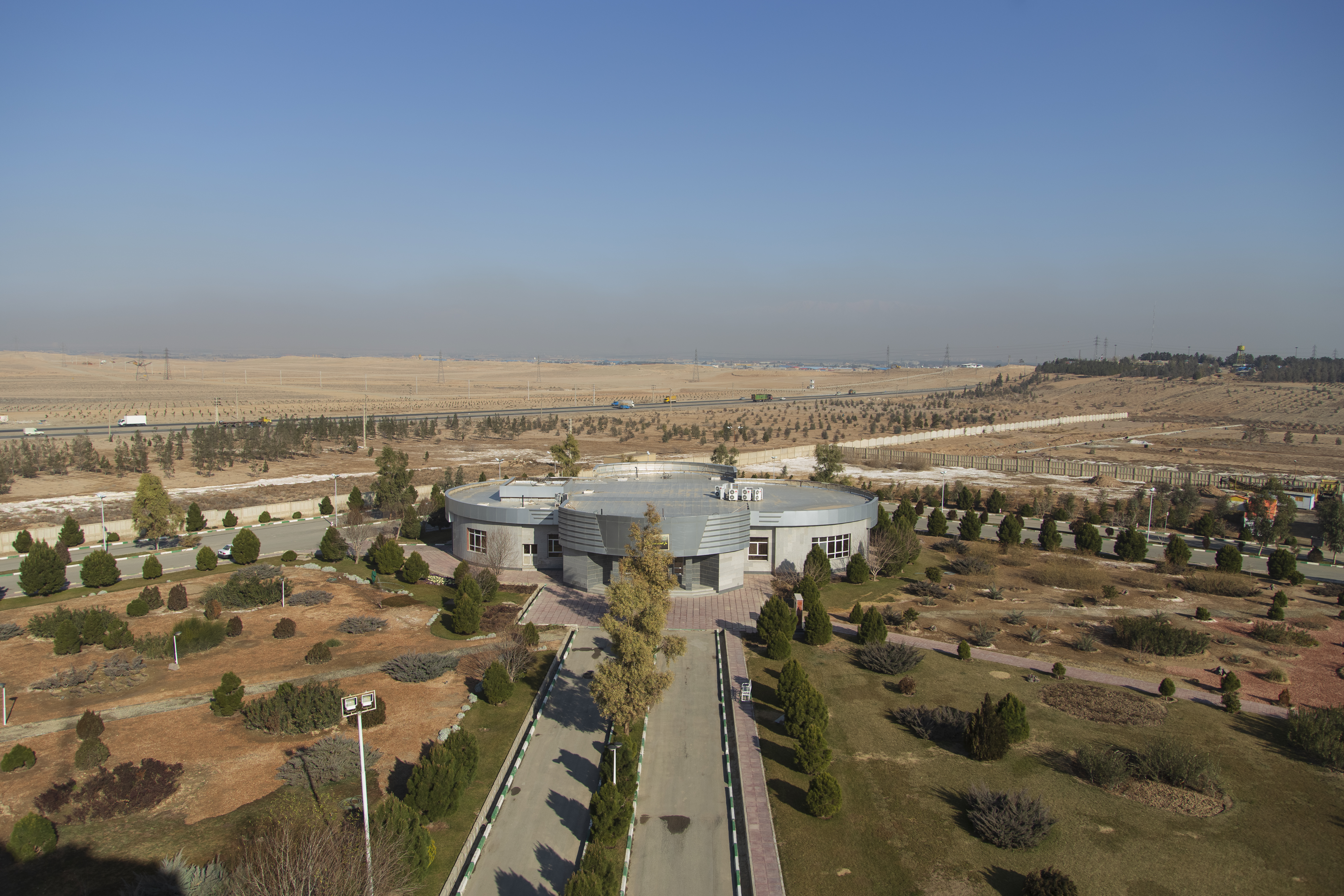
ساختمان اداری مرکز پسماند آرادکوه شهر تهران

مجتمع پردازش و بازیافت زباله آرادکوه از تأسیسات دفع و بازیافت پسماندهای شهر تهران است که در بخش کهریزک شهرستان ری استان تهران واقع شده‌است. مجتمع آرادکوه در کیلومتر ۲۳ جاده قدیم تهران-قم و در جنوب کهریزک واقع شده‌است.
این مرکز روزانه به‌طور متوسط ۸۰۰۰ تن انواع پسماندهای مختلف از منابع مختلف تولید همچون مناطق ۲۲ گانه، شهرک و شهرهای اطراف، مراکز بهداشتی و درمانی، لجن و سرشاخه و … جهت امحا و دفع به این مرکز ارسال می‌شود. تأسیسات مختلفی در خصوص دفع و بازیافت پسماندهای شهر تهران در این مجتمع مشغول به فعالیت هستند که از آن جمله می‌توان به واحدهای پردازش، سایت هوادهی تولید کمپوست، واحدهای پالایش کمپوست، سامانه ریجکت‌سوز و واحد تصفیه‌خانه شیرآبه اشاره کرد.
از مرکز بازیافت زباله آرادکوه به عنوان یکی از معضلات ترافیکی کهریزک یاد کرده‌اند.
افزایش ظرفیت این سایت دفع زباله و همین‌طور حجم بالای زباله‌های ارسالی به آرادکوه موجب بروز مشکلات زیست‌محیطی بسیاری برای شهر تهران و محیط اطراف آن شده‌است.

## اثرات منفی بر محیط زیست
علی‌رغم اتمام ظرفیت آرادکوه و وجود مشکلات عدیده برای پذیرش زباله‌های بیشتر روزانه سی هزار تن زباله به این سایت منتقل می‌شود، ارتفاع برخی از کوه‌های زباله در این سایت به شصت متر می‌رسد. این مسئله موجب بروز مشکلات بسیاری برای محیط زیست شهر تهران شده‌است.

### ارتباط با بوی نامطبوع تهران
برخی گزارش‌ها حکایت از این داشته که منشأ بوی نامطبوع تهران این سایت دفع زباله است یا دست کم در تولید این بو که از سال ۱۳۹۷ و ۹۸ مکرراً در سطح شهر احساس می‌شده نقش دارد. رئیس اداره محیط زیست شهرستان ری در سال ۹۸ اظهار کرد که حین هوادهی پشته‌های کمپوست -که بوی نامطبوعی ایجاد می‌کند- هوا در حالت سکون بوده و باد نمی‌وزید و بابت همین بوی فوق دفع نشده و به تهران و شهر ری رسیده‌است.

## گالری

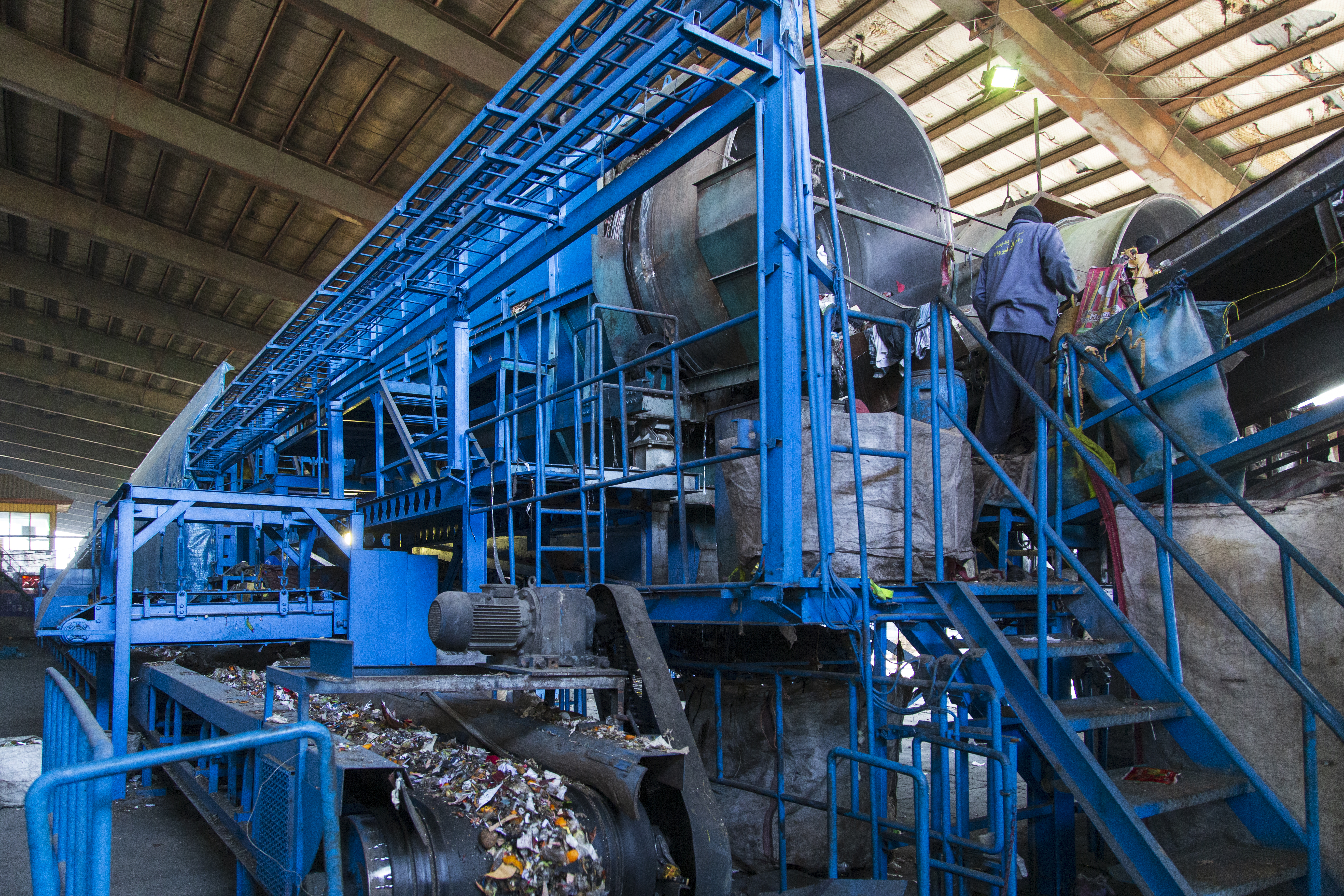
دستگاه مکانیزه زباله مخلوط کن
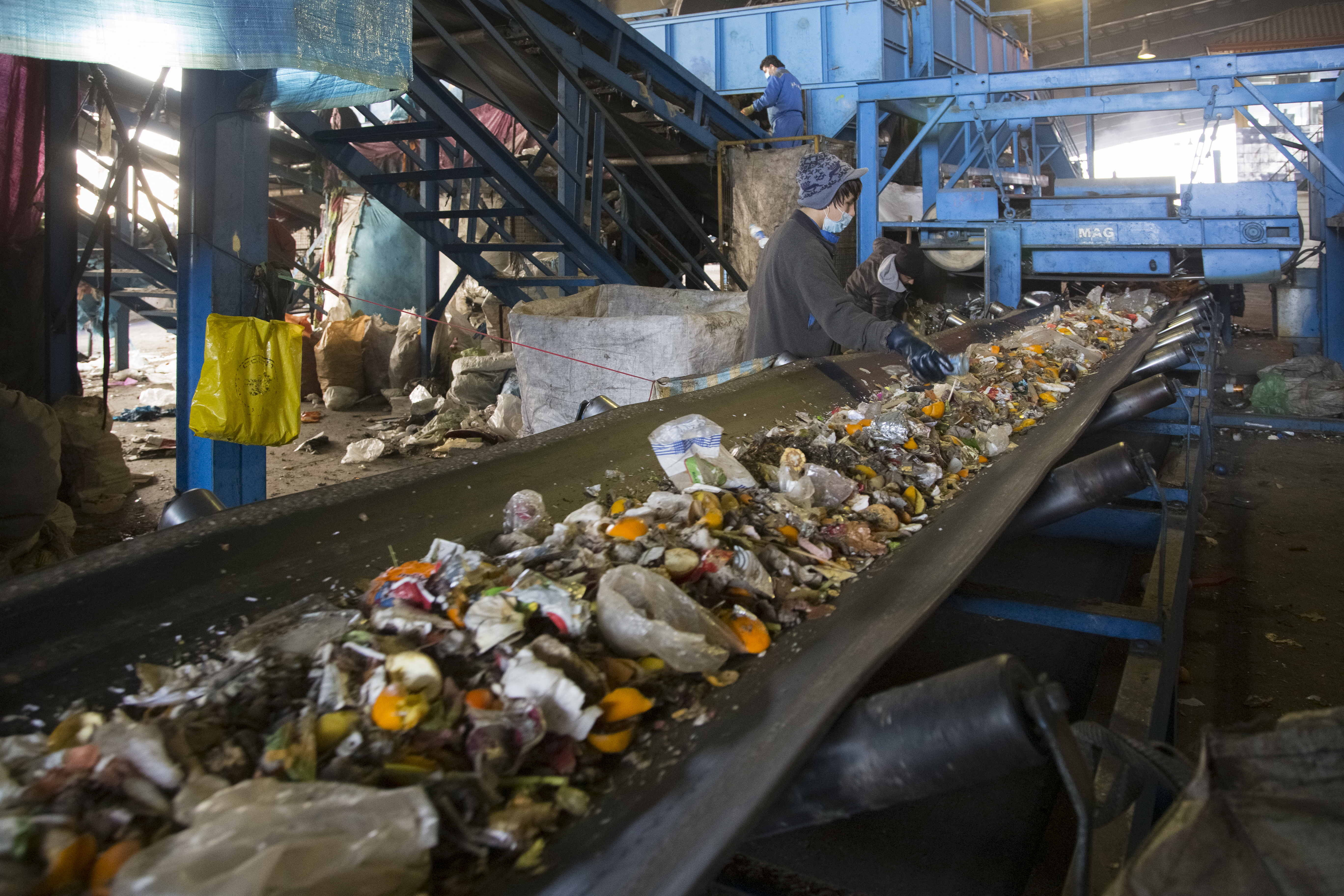
نوار نقاله حمل زباله
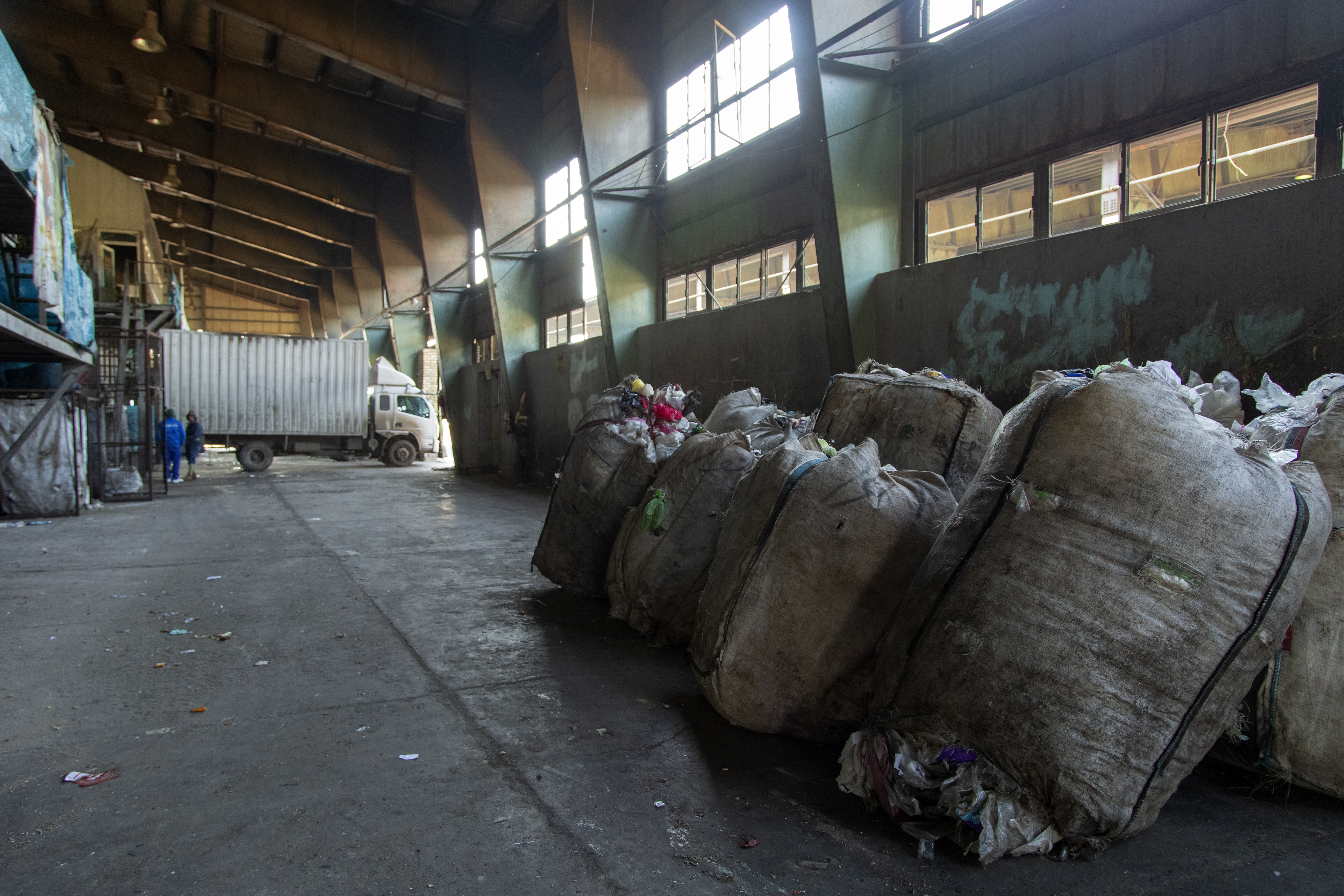
تفکیک زباله های پلاستیکی و فلزی
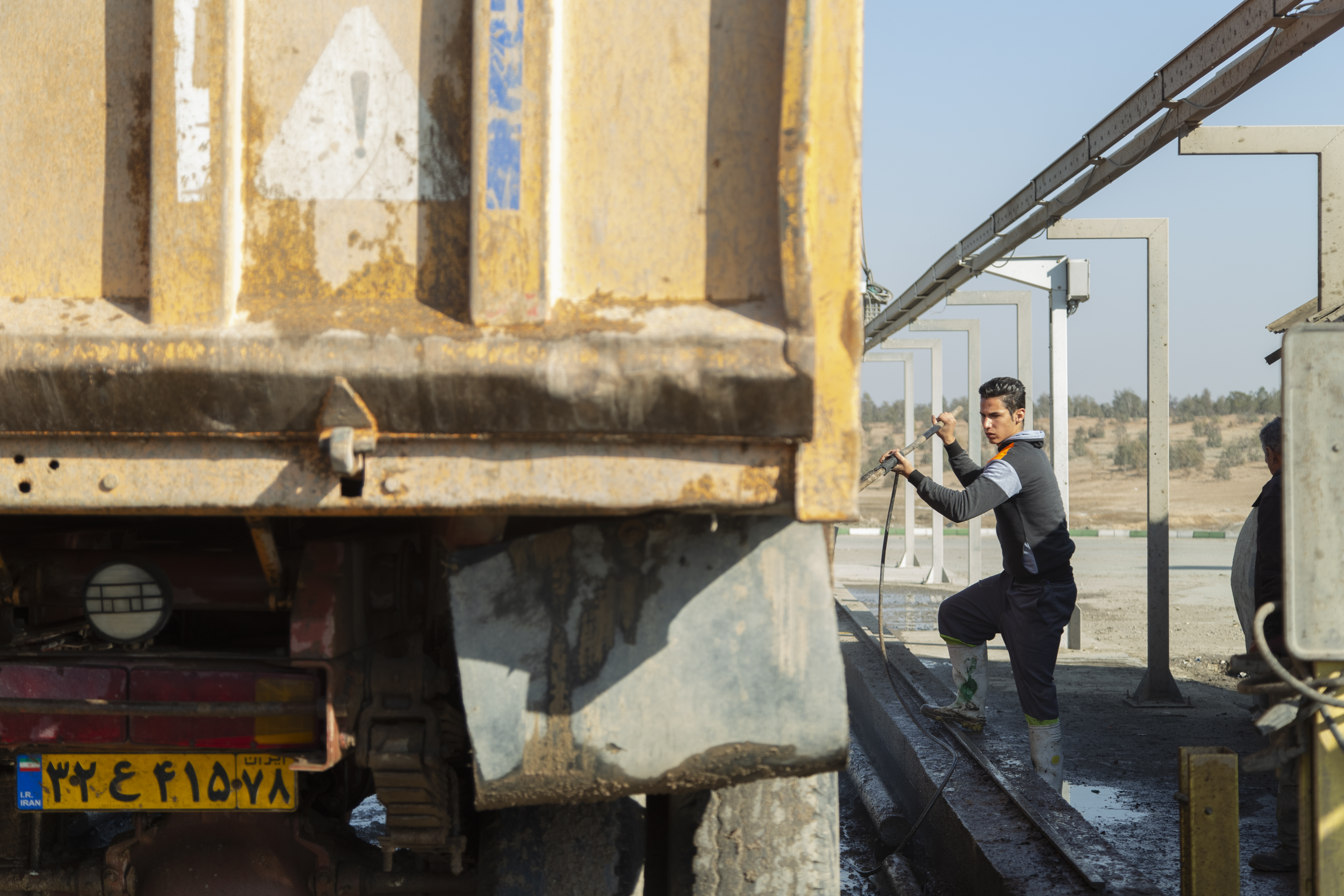
بخش کارواش مجموعه
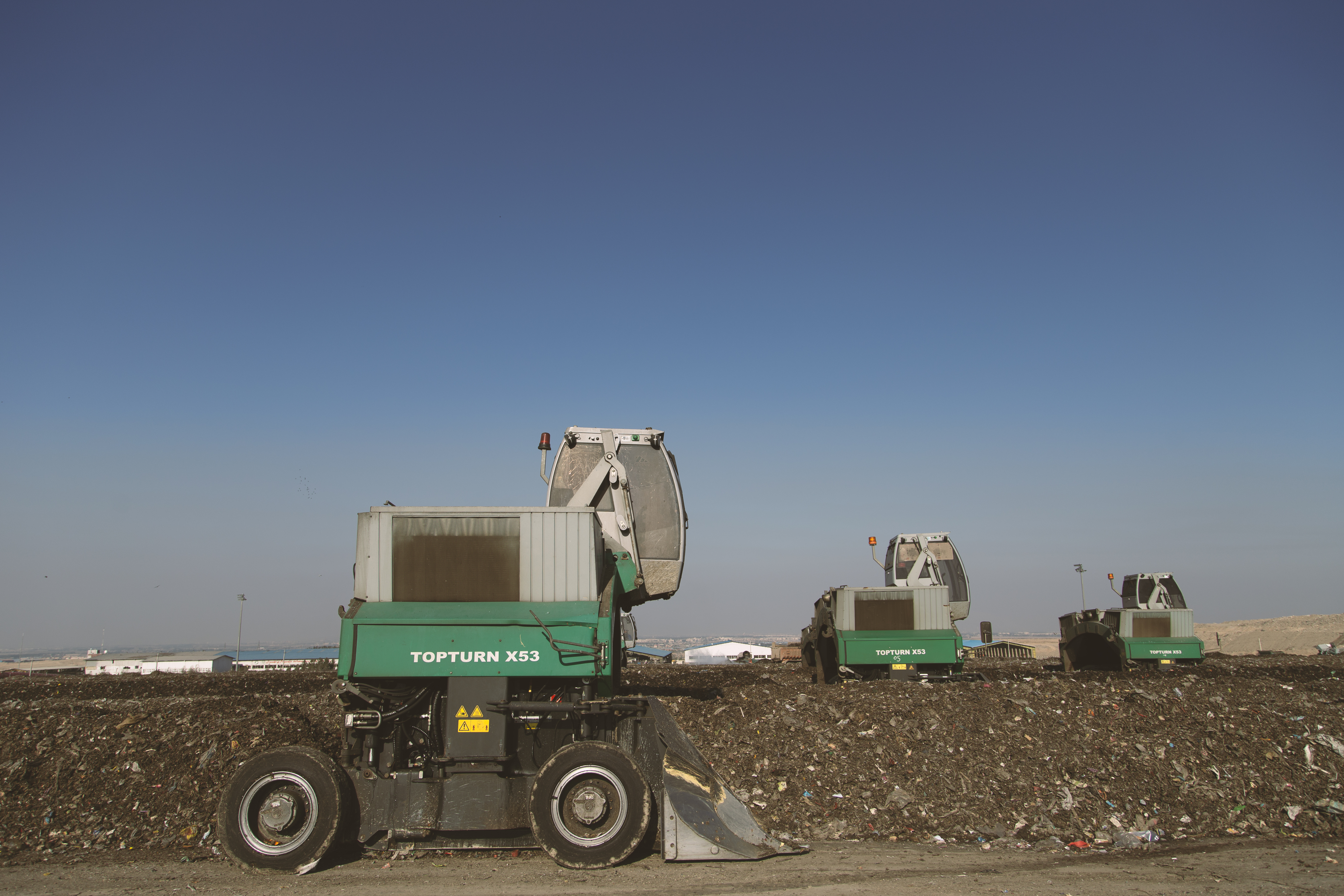
بخش زباله هم زن برای تولید کمپوست از زباله های شهری
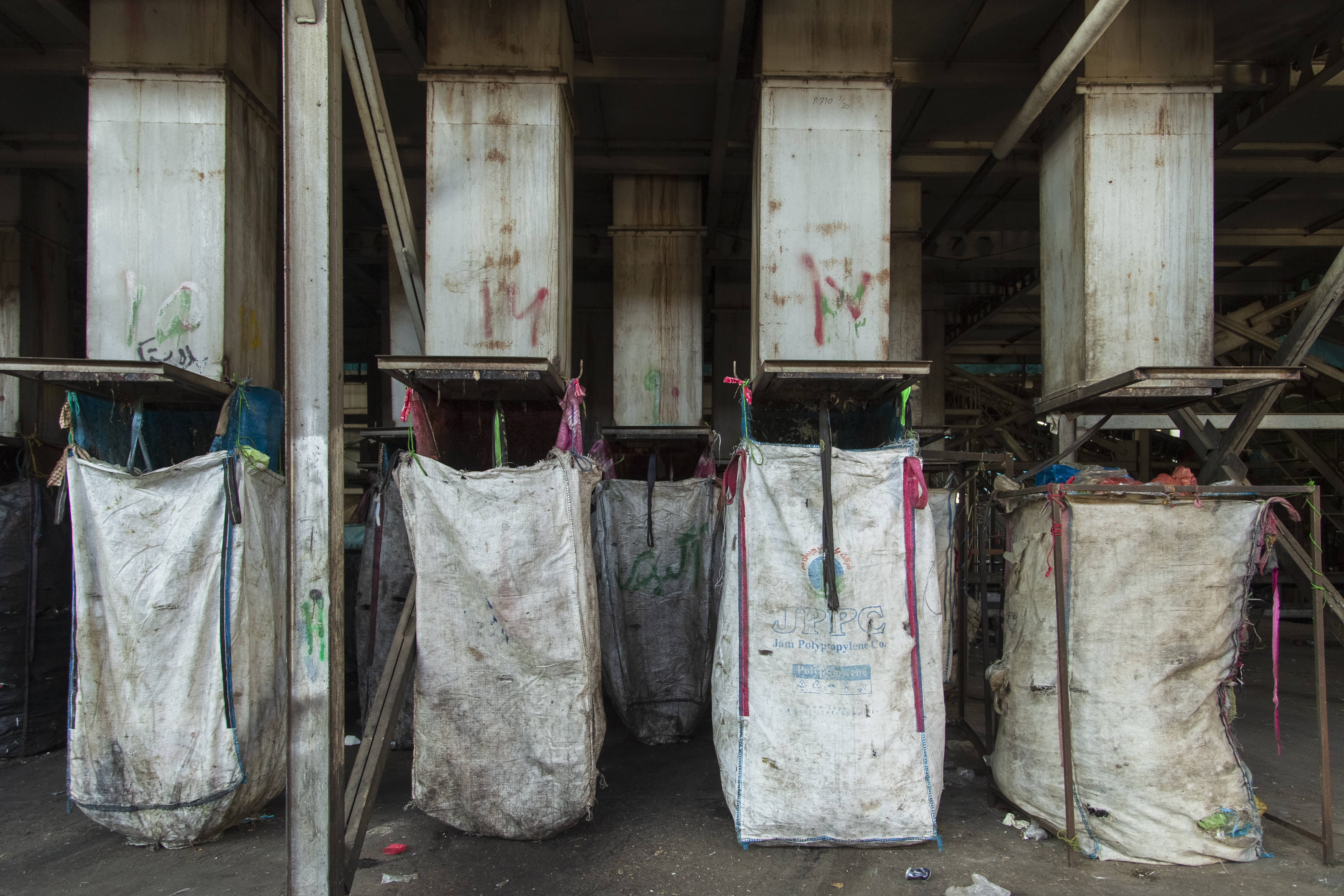
تفکیک زباله ها
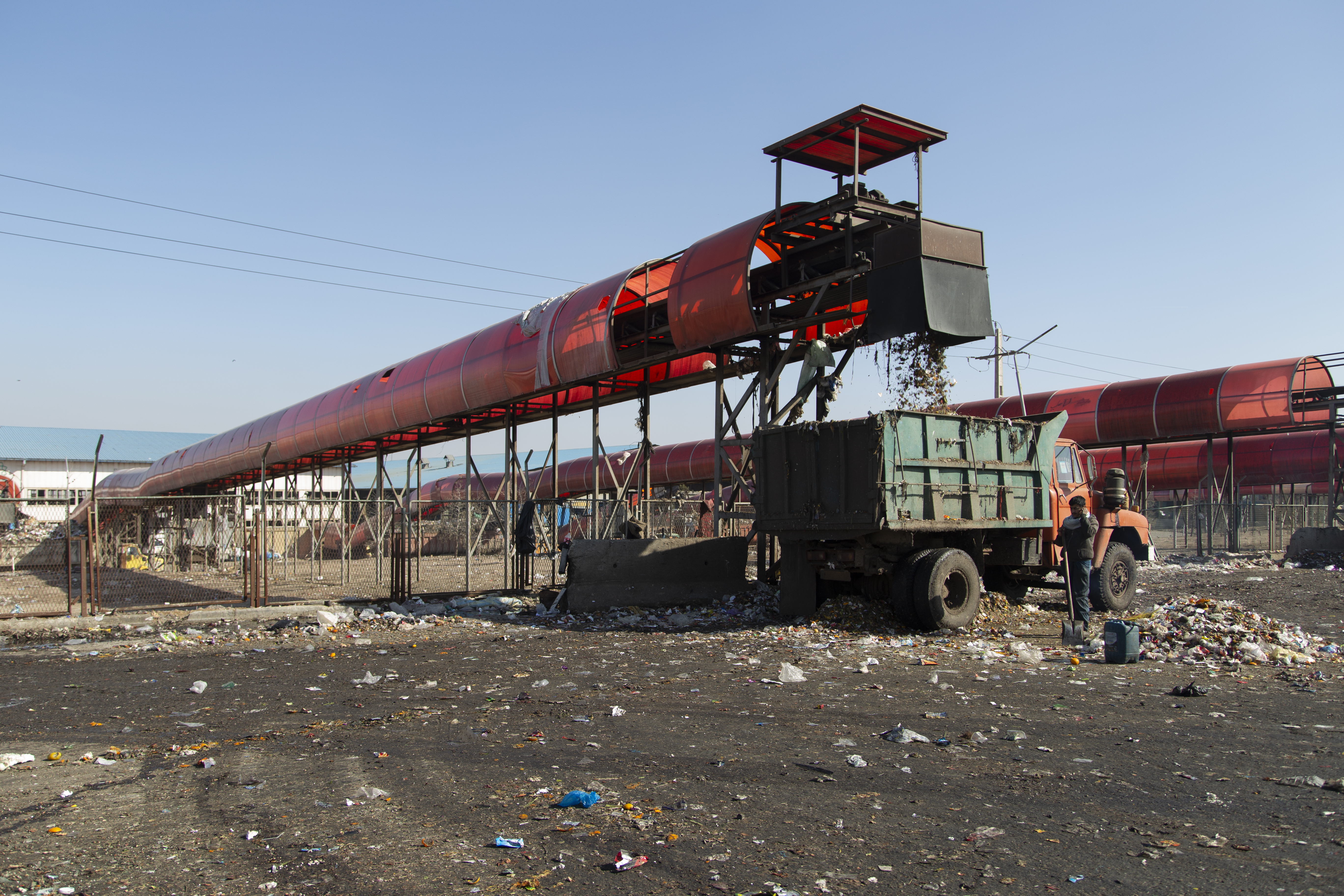
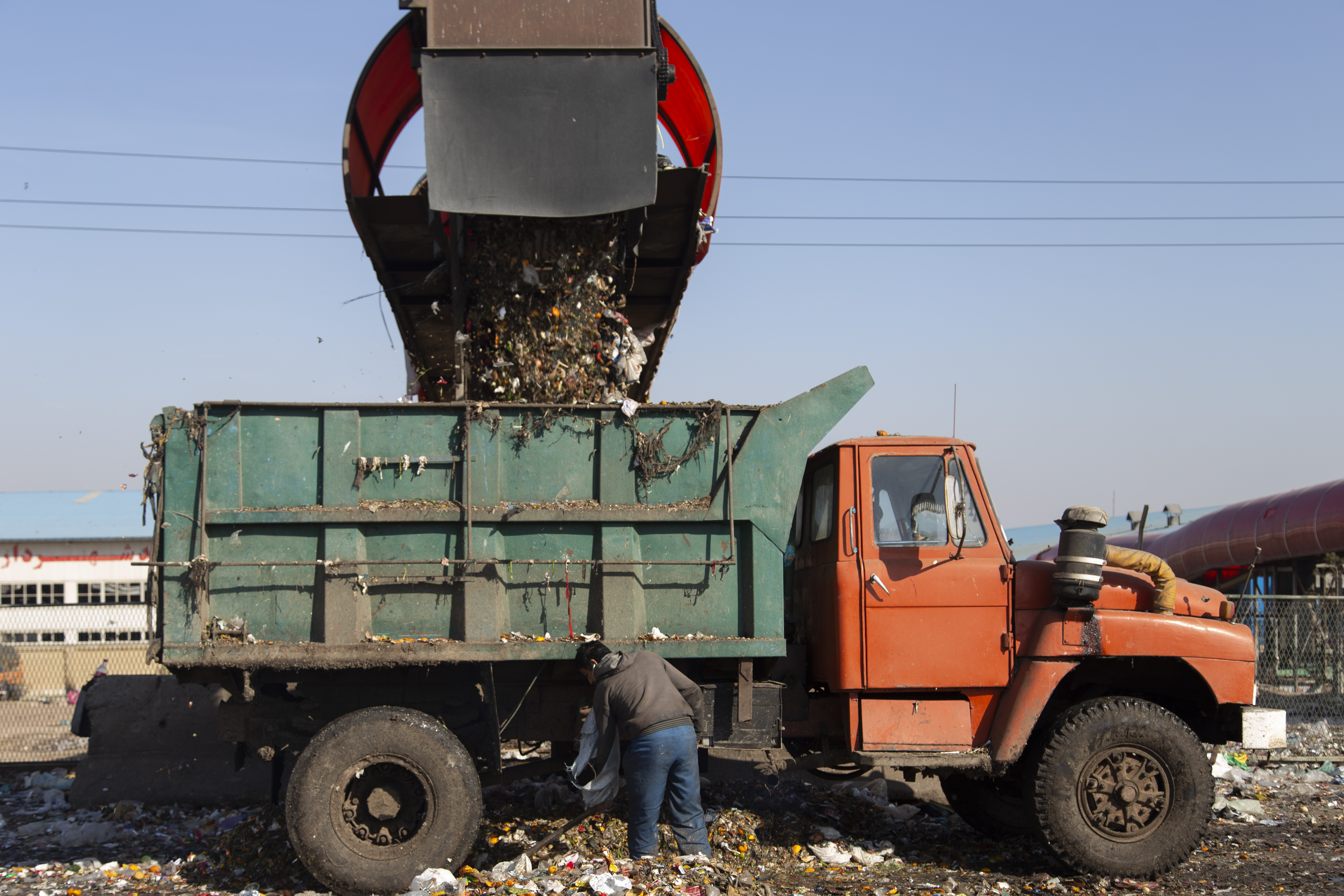
ماشین آلات حمل زباله